# Moorgate
Pour la station de métro, voir Moorgate (métro de Londres).

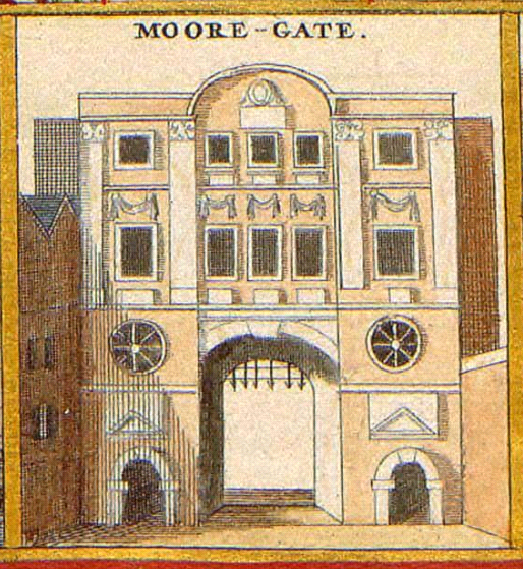
Ancien modèle de la porte de Moorgate

Moorgate était l'une des sept portes historiques de la Cité de Londres. À l'origine elle était une poterne ouverte en 1415 au mur de Londres avant d’être agrandie et transformée en porte. Elle est la plus récente des sept portes de la Cité de Londres.
La porte tire son nom des Moorfields et elle fut démolie en 1762.
Aujourd'hui la porte a laissé place à une rue portant le même nom et une station du métro de Londres.